# شوینگتون
شوینگتون (به انگلیسی: Shevington) یک روستا و محله مدنی در بریتانیا است که در کلان‌شهر مستقل ویگان واقع شده‌است. شوینگتون ۱۰٬۰۰۰ نفر جمعیت دارد.